# スーパーマン: ロイス&クラーク
『スーパーマン: ロイス&クラーク』（英: Superman: Lois and Clark）は、DCコミックスが出版するアメリカンコミック『スーパーマン』のミニシリーズ。ライターはダン・ユルゲンス、ペンシラーはリー・ウィークス。2015年12月から2016年7月まで8巻が出版された。
スーパーマンとロイス・レインの間に子供ジョナサン・サミュエル・ケントが生まれ、ケント一家はカリフォルニア州へ移住し新たな生活を始める。スーパーマンは黒いコスチュームに変え活動を続けていく。

## あらすじ
ケント一家は姓をホワイトに変え、カリフォルニア州サリナスでジョンを育てながら農家としてひっそりと暮らし始める。スーパーマンは青いコスチュームと赤いケープを使わずに、ロイスから記念日に贈られたS.T.A.R.ラボ製の黒いコスチュームを着て人知れず活動する。ロイスは自宅で子育てをしながら匿名の作家として本を出版していた。
新しい生活を始めてから5年が経ち、ジョンは学校へ通い始める。その頃、通信が途絶えていた宇宙飛行船エクスカリバー号が地球に近付いていた。スーパーマンはエクスカリバー号を海岸へ誘導し事故を防ぐ。エクスカリバー号の中から重傷を負ったハンク・ヘンショウが現れ、スーパーマンはヘンショウを「孤独の要塞」へ連れて行く。そこで隔離していたヴィランのバラクがヘンショウを操り脱走を図るが、スーパーマンは洗脳が解けたヘンショウと共闘してバラクを再び収監する。
ロイスとジョンが車で帰路についている最中、後続車から追突され武装した集団に襲われる。スーパーマンの助けでロイスとジョンは逃げ延び、武装した集団がロイスが出版した暴露本で告発したインターギャングだと悟る。後日、ロイスが出版社の元へ行くと担当の編集者が誘拐されていた。その帰り道にインターギャングのリーダーであるブルーノ・マンハイムと遭遇してしまう。スーパーマンとロイスが協力して誘拐された編集者を助け出した直後、今度はロイスとジョンが誘拐され、倉庫に閉じ込められ火をつけられる。ジョンが超人的な力を発揮してロイスと共に焼け崩れる倉庫から抜け出すと、インターギャングに囲まれるが、スーパーマンが2人を抱えてその場から飛び去る。
ジョンは父親がスーパーマンという事実を隠していたことを問い詰める。スーパーマンとロイスは納屋の地下に保管していた青いコスチュームと赤いケープを見せて真実を話す。ジョンは隠し事をされていたことに不満を漏らしながらも、ケープを身につけると身体が浮かび上がり喜ぶ。

## 書誌情報
- Superman: Lois and Clark 2016年9月発売。ISBN 978-1401262495